# Біле Блото (Пултуський повіт)
Біле Блото (пол. Białe Błoto) — село в Польщі, у гміні Вінниця Пултуського повіту Мазовецького воєводства.
Населення — 29 осіб (2011).
У 1975-1998 роках село належало до Цехановського воєводства.

## Демографія
Демографічна структура станом на 31 березня 2011 року:
|          | Загалом | Допрацездатний вік | Працездатний вік | Постпрацездатний вік |
| -------- | ------- | ------------------ | ---------------- | -------------------- |
| Чоловіки | 14      | 2                  | 12               | 0                    |
| Жінки    | 15      | 3                  | 9                | 3                    |
| Разом    | 29      | 5                  | 21               | 3                    |